# Castromocho
Castromocho è un comune spagnolo situato nella comunità autonoma di Castiglia e León.